# Интелсат-27
Интелсат-27 (англ. Intelsat 27) — коммерческий геостационарный телекоммуникационный спутник, принадлежавший североамериканскому спутниковому оператору Intelsat и созданный компанией Boeing, на базе спутниковой платформы BSS-702MP, для замены устаревшего телекоммуникационного спутника Интелсат-805.
Запуск был намечен на 1 февраля 2013 года и был произведён на стартовой площадке плавучего космодрома проекта «Морской старт» при помощи ракеты-носителя Зенит-3SL. Во время запуска бортовой источник мощности дал сбой, что привело к падению ракеты-носителя с космическим аппаратом на борту.

## Конструкция
Телекоммуникационный спутник Интелсат-27 разработан на основе космической платформы BSS-702MP, разработанной компанией Boeing для создания средних и тяжелых геостационарных телекоммуникационных спутников связи. Конструкция спутника состоит из двух основных модулей: платформы и модуля полезной нагрузки.
Платформа несёт все основные служебные системы спутника: солнечные и аккумуляторные батареи, апогейный двигатель с цистернами для горючего, двигатели коррекции и удержания, а также другие служебные компоненты, а на модуле полезной нагрузки (МПН) устанавливается всё ретрансляционное оборудование и антенны.
На спутнике Интелсат-27 устанавливается апогейный двухкомпонентный жидкостный ракетный двигатель тягой 445 Н, который используется для довывода с геопереходной на геостационарную орбиты. Для коррекции орбиты и удержания по долготе и наклонению используются несколько ракетных двигателей с тягой 4 и 22 Н.
Ракета-носитель Зенит-3SL разработана в Государственном предприятии «Конструкторское бюро „Южное“ имени М. К. Янгеля» (КБ «Южное») и изготовлена на Государственном предприятии «Производственное объединение „Южный машиностроительный завод“ имени А. М. Макарова» («Южмаш», Днепропетровск, Украина). Часть комплектующих элементов, двигательная установка первой ступени, разгонный блок ДМ-SL и система управления произведены на предприятиях Российской Федерации.

## Предназначение
Спутник Интелсат-27 был заказан в 2009 году, как спутник без конкретного назначения в составе пакета из четырёх спутников. Спутник будет работать в Америке и Европе и обеспечит расширение предоставляемых услуг в C- и Ku-диапазонах для средств массовой информации и сетевых заказчиков, а также будет иметь полезную нагрузку в UHF-диапазоне для правительственных нужд.
Интелсат-27 спроектирован на 15-летний срок службы и будет размещен в районе Атлантического океана, в точке 304,5 градуса восточной долготы и заменит спутник Интелсат-805.

## Запуск
Запуск коммерческого телекоммуникационного спутника Интелсат-27 был запланирован на февраль 2013 года, стартовые услуги были возложены на консорциум «Морской старт».
28 октября 2012 года лихтеровоз «Condock-IV», используемый для морской перевозки ракеты-носителя Зенит-3SL N36, покинул порт Октябрьский (Украина), и 7 декабря 2012 года прибыл в базовый порт проекта «Морской старт» — насыпной мол в морском порту близ города Лонг-Бич (штат Калифорния, США).
Запуск спутника Интелсат-27 был произведён 1 февраля 2013 года в 06:56 UTC со стартовой платформы плавучего космодрома проекта «Морской старт» при помощи ракеты-носителя Зенит-3SL N36 с разгонным блоком ДМ-SL N35Л. После старта ракето-космического носителя (РКН) на начальном этапе был обнаружен сбой с полётом ракеты-носителя, вследствие чего была сформирована команда на аварийное отключение двигательной установки первой ступени. В соответствии с циклограммой полёта, в течение 20 секунд двигательная установка не реагировала на сбой для увода РКН на безопасное расстояние от стартовой платформы, после этого была сформирована команда на аварийное отключение двигателей, и полёт РКН был прекращён. РКН упала примерно в четырёх километрах от стартовой платформы. Персонал и суда проекта «Морской старт» не пострадали. Вертолетная инспекция не выявила на поверхности океана каких-либо частей РКН.
По результатам запуска была сформирована следственная комиссия для выявления причин аварии. Заключение комиссии — причиной падения ракеты-носителя Зенит-3SL стал отказ бортового источника мощности, разработанного в КБ «Южное». Отказ данного модуля стал первым за 80 предыдущих пусков ракеты-носителя семейства Зенит-2.

## Ущерб, страхование, выплаты
Спутник был застрахован на $406 млн при участии брокерской компании AON, которая привлекла к сострахованию многих страховщиков по всему миру. В России в этом страховании участвовали российская страховая компания «Ингосстрах» (доля в убытке - $10 млн., дальнейшее перестрахование (ретроцессия) - в страховых и перестраховочных компаниях «Тит»($93 тыс), «Капитал Перестрахование»($143 тыс), «Лемма» (Украина, $715,82 тыс.) и др.). Полная сумма убытка, пришедшаяся на страховой рынок стран СНГ, составила $10 млн..

## Интересный факт
Масса спутника Интелсат-27 при запуске составляла примерно 6241 кг. Это самый тяжелый спутник, запускавшийся «Морским стартом».